# Molló
Molló – gmina w Hiszpanii, w prowincji Girona, w Katalonii, o powierzchni 43,54 km². W 2011 roku gmina liczyła 350 mieszkańców.